# Welcome to Hell
Welcome to Hell (с англ. «Добро пожаловать в Ад») — первый студийный альбом английской хеви-метал группы Venom, выпущенный в 1981 году.

## Об альбоме
| Оценки критиков | Оценки критиков |
| Источник        | Оценка          |
| --------------- | --------------- |
| Allmusic        | [ 1 ]           |
| Sounds          | [ 2 ]           |

Welcome to Hell характерен оккультными текстами и названиями песен. Один из первых в истории музыки альбомов, отличавшихся сатанистской тематикой. Альбом оказал большое влияние на зарождающийся тогда экстремальный метал.
Звук на альбоме очень шумный и «сырой», отчасти это вызвано тем, что участники группы планировали записать демо (запись велась всего 3 дня), а Neat Records предложили использовать его для альбома, что и было сделано.
Первый выпуск на виниле включал в себя плакат и розовый листок с текстами песен.
Песня «Mayhem with Mercy» дала название одной из самых влиятельных блэк-метал-групп — Mayhem.

## Значение
В марте 2023 года группа авторов американского издания Rolling Stone включила титульную песню данного альбома в список «100 величайших хеви-метал песен всех времён». В этом рейтинге она заняла 100-ю позицию, заметку о ней составил Адриан Бегранд.

## Список композиций
Слова и музыка всех песен — Брей/Данн/Лант.
| №  | Название                                | Длительность |
| -- | --------------------------------------- | ------------ |
| 1. | «Sons of Satan»                         | 3:38         |
| 2. | «Welcome to Hell»                       | 3:15         |
| 3. | «Schizo»                                | 3:34         |
| 4. | «Mayhem with Mercy»                     | 0:58         |
| 5. | «Poison»                                | 4:33         |
| 6. | «Live Like an Angel (Die Like a Devil)» | 3:59         |

| №   | Название                     | Длительность |
| --- | ---------------------------- | ------------ |
| 7.  | «Witching Hour»              | 3:40         |
| 8.  | «One Thousand Days in Sodom» | 4:36         |
| 9.  | «Angel Dust»                 | 2:43         |
| 10. | «In League with Satan»       | 3:35         |
| 11. | «Red Light Fever»            | 5:14         |

| №   | Название            | Длительность |
| --- | ------------------- | ------------ |
| 12. | «In Nomine Satanas» | 3:28         |
| 13. | «Bursting Out»      | 2:56         |

| №   | Название                            | Длительность |
| --- | ----------------------------------- | ------------ |
| 12. | «Angel Dust (Lead Weight version)»  | 3:03         |
| 13. | «In League with Satan (7" version)» | 3:31         |
| 14. | «Live Like an Angel (7" version)»   | 3:54         |
| 15. | «Bloodlust (7" version)»            | 2:59         |
| 16. | «In Nomine Satanas (7" version)»    | 3:29         |
| 17. | «Angel Dust (Demo)»                 | 3:10         |
| 18. | «Raise the Dead (Demo)»             | 3:29         |
| 19. | «Red Light Fever (Demo)»            | 4:51         |
| 20. | «Welcome to Hell (Demo)»            | 4:57         |
| 21. | «Bitch Witch (Outtake)»             | 3:08         |
| 22. | «Snots Shit (Outtake)»              | 2:06         |

Поставляется с 12-страничным буклетом. Некоторые издания поставляются в футляре.

## Участники записи
- Venom – продюсеры, исполнители
  - Conrad "Cronos" Lant – бас-гитара, вокал
  - Jeffrey "Mantas" Dunn – электрогитара
  - Tony "Abaddon" Bray – ударные
- Кит Николь - продюсер